# 克拉克 (新澤西州)
克拉克（英語：Clark）是位於美國新澤西州尤寧縣的一個鎮區。

## 地方資料
克拉克的面積為11.53平方千米，當中陸地面積為11.07平方千米，而水域面積為0.46平方千米。根據2020年美國人口普查的數據，當地共有人口15544人，而人口密度為每平方千米1,348.14人。